# Nostalgic for the Present Tour
El Nostalgic for the Present Tour es la segunda gira musical de la cantante australiana Sia y su primera gira de conciertos en estadios y su primera gira en 5 años,  La etapa norteamericana de la gira, que duró 23 días, tuvo como teloneros a Miguel y AlunaGeorge, y comenzó en el KeyArena de Seattle, Washington, el 29 de septiembre de 2016 y terminó el 6 de noviembre del mismo año en el Frank Erwin Center en Austin, Texas. Maddie Ziegler acompañó a otros bailarines en el escenario, con coreografía de Ryan Heffington, mientras que Sia cantaba al fondo del escenario con la cara cubierta por su famosa peluca. La gira recibió críticas positivas.
En noviembre de 2017 comenzó la segunda etapa de la gira, la primera en estadios en Oceanía, acompañada de nuevo por Ziegler.

## Contexto

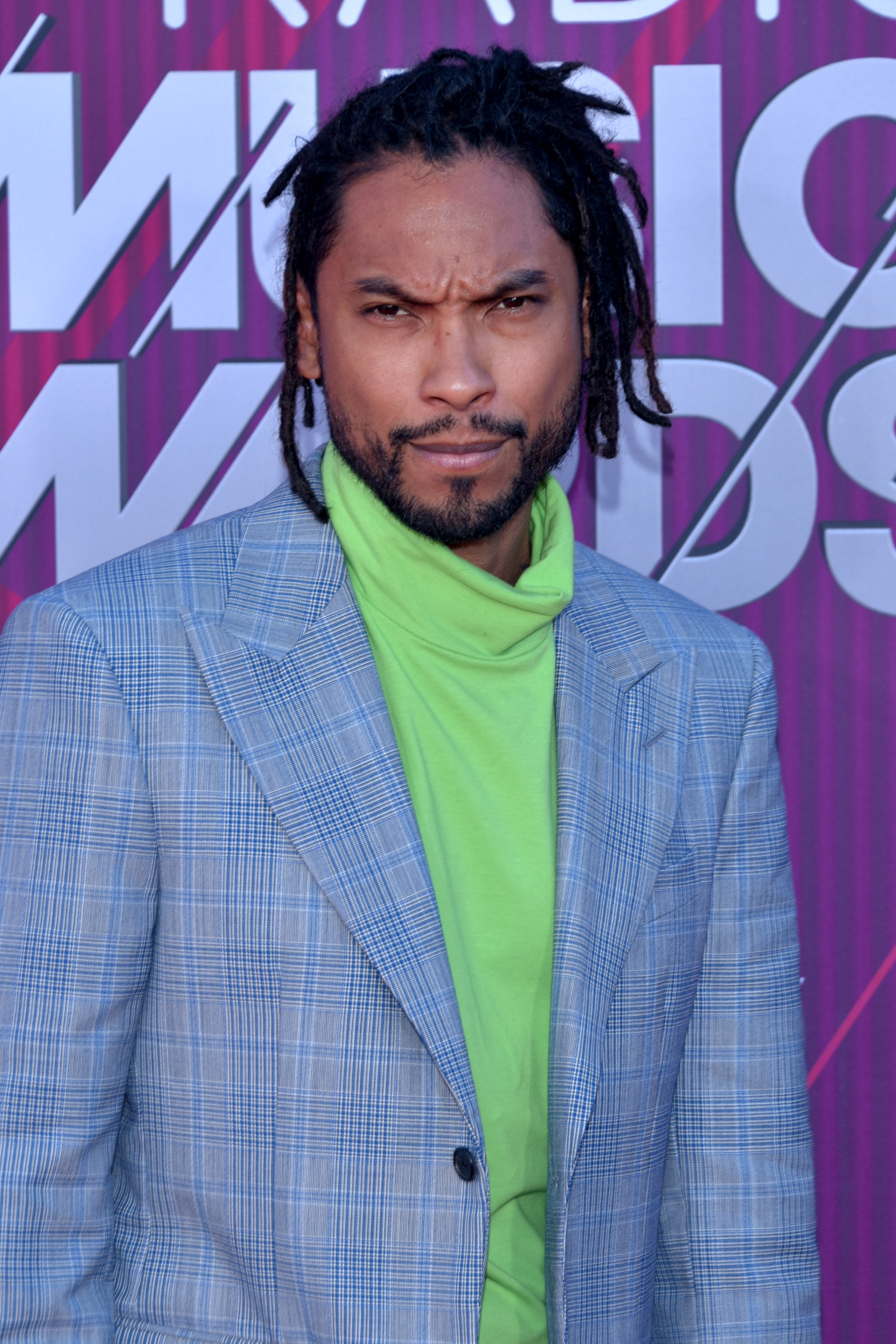
Miguel fue uno de los teloneros

Sia dio una gira por Norteamérica y Europa en 2010, y por Australia y Norteamérica en 2011 para promocionar su álbum We Are Born. Después se ocupó de componer canciones, desapareciendo del escenario durante varios años. En 2014, lanzó el álbum 1000 Forms of Fear que, con sencillos y videos como “Chandelier” en el que aparece Maddie Ziegler, cosecharon un gran éxito, haciendo más conocida a Sia. Cuando Sia actuaba en premios, programas de televisión u otros eventos para promocionar el álbum, siempre llevaba una peluca cubriendo su rostro en un esfuerzo para conservar su privacidad y control sobre su imagen.
En abril de 2016, después de que Sia lanzara su séptimo álbum, This Is Acting, dio un concierto televisado por primera vez en cinco años en el festival Coachella. El concierto incluyó videos proyectados por encima del escenario con escenas coreografiadas, en las que aparecía Ziegler, mientras que un pequeño grupo de baile realizaba los mismos pasos que los proyectados. La actuación tuvo críticas positivas. En junio de 2016, Sia dio un concierto similar en el Red Rocks Amphitheatre en Colorado junto a Ziegler.
Entre mayo y agosto, Sia actuó en cerca de una docena de festivales y otros conciertos en países de América, Europa y Oriente Medio, manteniendo el formato que usó durante el Nostalgic for the Present Tour, con bailes en escena y coreografía proyectada, mientras que llevaba un “gran lazo blanco sobre una peluca blanca y negra que cubría su rostro”. Ryan Heffington, el coreógrafo de los pasos de baile, conoció a Sia en 2013. La colaboración entre ellos comenzó con el video de “Chandelier” en 2014, por el que ganó un premio VMA, y que “ha hecho mucho por elevar el nivel del baile en la música pop que cualquiera de los artistas de hoy en día”.
Entre noviembre y diciembre de 2017, Sia comenzó la segunda etapa de la gira en Oceanía. Estos conciertos le valieron para convertirse en la tercera solista femenina en actuar en estadios australianos en el último cuarto de siglo, tras Taylor Swift (el Red Tour de 2013 y el 1989 Tour de 2015) y Madonna (el Girlie Show Tour de 1993). Ziegler acompañó de nuevo a Sia.

## Desarrollo de los conciertos y adopción de perros
Los conciertos de la primera etapa de la gira tuvieron de telonero a AlunaGeorge, seguido de Miguel, en los que se proyectaban videos y “tocaba la guitarra, que más tarde abandonó para realizar pasos de baile fluidos, durante su actuación de 50 minutos”.
Sia comenzaba su actuación de 75 minutos en el centro del escenario, que se encontraba vacío a excepción de un cuadrado blanco en el centro. Vestía todo de blanco, con su característica peluca blanca y negra que le cubría la mitad del rostro, coronada con un lazo gigante blanco, y su también característico pintalabios rojo. Su falda gigante de volantes escondía un grupo de bailarines, entre los que se encontraba Ziegler, que emergieron del vestido para bailar su primera canción, “Alive”. Posteriormente, Sia se movía a una esquina del escenario durante el resto del concierto y no hablaba, a excepción para agradecer los aplausos. Las inmensas pantallas de video proyectaban coreografías que eran imitadas por los bailarines en el escenario. Los videos incluían cameos del cómico Tig Notaro en la canción “Diamonds” y de los actores Paul Dano en “Bird Set Free”, Kristen Wiig en “One Millions Bullets”, Gaby Hoffman en “Unstoppable” y Ben Mendelsohn en “Breathe Me”; cada uno “sincronizado con los bailarines que bailaban en directo para crear obras de arte”.
Durante la gira, Sia colaboró con varias organizaciones benéficas para llevar a cabo ferias de adopción de perros en todos sus conciertos.

## Críticas

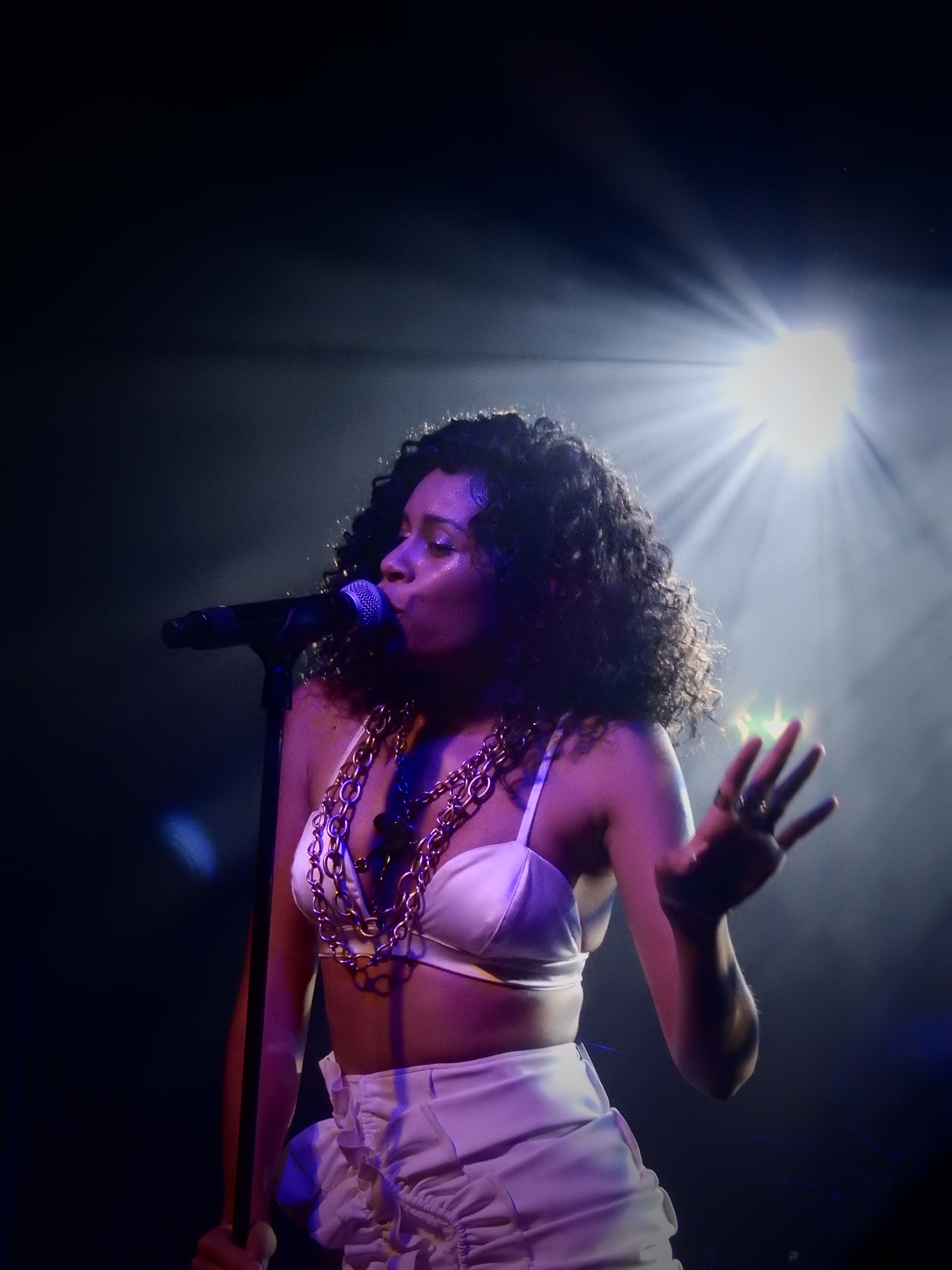
AlunaGeorge también participaron como teloneros

Las primeras críticas a su primera etapa de la gira fueron en su mayoría positivas y fueron mejorando conforme avanzaba la gira. Comentando sobre la primera fecha de la gira, Owen R. Smith escribió para The Seattle Times:
“Sia eligió canciones su exitoso álbum This Is Acting para crear imágenes poderosas. Fue un concierto inusual con sensación de tensión y misterio. Sia se relegó a una esquina del escenario predominantemente blanco. Fue una decisión extraña, pero esperada que puso el foco en los aspectos visuales del concierto. A pesar de que no había una banda que tocara en directo y Sia realizó pocos cambios en las versiones de las canciones, no cabe duda de que esto es por lo que la necesitamos. Después de todo, había una escena visual magnética en la que centrarse, dirigida por la bailarina Maddie Ziegler de 14 años, quien ha aparecido en cinco videos de Sia desde 2014. El baile complementa a la música perfectamente casi todo el concierto y se le presta más atención que en cualquier otro espectáculo. Pero Sia tenía una presencia pasiva, cuando no había algo visualmente interesante, no había mucho más en lo que fijarse”.
Jim Harrington comentó para The Mercury News: “Le dio todo el protagonismo a sus bailarines, llevando a cabo una actuación tras otra mientras Sia daba la banda sonora. Desafió todas las reglas de los conciertos de pop, que suelen estar diseñados para que el público se fije continuamente en la estrella del espectáculo. Aun así, la jugada atrevida de Sia mereció la pena, dando como resultado uno de los conciertos más originales y satisfactorios de 2016. Azucena Rasilla apuntaba para KRON-TV: “La magnífica producción teatral tenía al público asombrado con lo bello, aunque bastante corto (apenas una hora y quince minutos), y visualmente encantador que fue el concierto. La increíble voz de Sia nos transportó a un reino mágico y musical”. Ed Masley describió el concierto para The Arizona Republic como “mitad espectáculo artístico, mitad danza interpretativa. Sia sonó increíble, hay emoción pura en sus canciones y se puede notar en su voz, pero también se puede volver más visceral cuando lo ves en las caras de los bailarines, especialmente Ziegler. La actuación completa estuvo organizada con maestría, con una canción fluyendo sutilmente hacia otra”.
Leslie Ventura escribió para Las Vegas Weekly: “Sia nos involucró en una charla sobre la condición humana a través de imágenes, canciones y bailes intensos. Su concierto, producido de forma inmaculada y que evoca, da pie a un amplio abanico de situaciones y emociones, tales como la depresión, el pánico, el agotamiento, el dolor de cabeza, la inocencia y la fuerza. Ziegler bailó enérgicamente junto a la cantante, añadiendo dimensión y peso al dramatismo vocal”. Según Josh Klein de Chicago Tribune, Sia fue “una mezcla de fascinantes y frustrantes contradicciones”. Interpretó sus canciones más personales “con una pasión apreciable, pero dando la emoción a Ziegler y los otros bailarines. Sia llevó su potente voz hasta el límite, pero lo que ocurría detrás de su pelo fue inescrutable”, añadiendo que “había una barrera entre la cantante y el público”. Gary Graff, del Daily Tribune de Michigan, sintió que el concierto fue “atrevido y diferente”, más diseñado para un teatro de pequeñas dimensiones, que para un estadio. También apuntó: “Los bailarines estaban tan sincronizados con las proyecciones que a veces hacía falta tomarse un minuto para verificar que en efecto NO estaban grabando la actuación y era un video diferente”.
Sobre los primeros conciertos, Masley comentó: “El concierto también presentó a dos teloneros potentes, AlunaGeorge y el muy funky Miguel”. Linday Sanchez de Radio.com de CBS Local Media destacó que AlunaGeorge tenía un “poder estelar”. Comentó: “La sesión improvisada de island electro dance de AlunaGeorge vibró por todo el estadio. Tiene una presencia en el escenario que funciona en cualquiera”. Robson escribió: “Miguel es un showman descarado, sensual y sexy con ascendencia multirracial que gana puntos con su potente mezcla de funk sucio y rock intenso”. Klein describió a Miguel como “un intérprete magnético y muy extrovertido. En otras palabras, la antítesis de Sia. A pesar de toda la energía y carisma de Miguel, una serie de discursos dispersos (incluyendo un respetable llamamiento al voto) dejaron la actuación sin su momento culmen”.

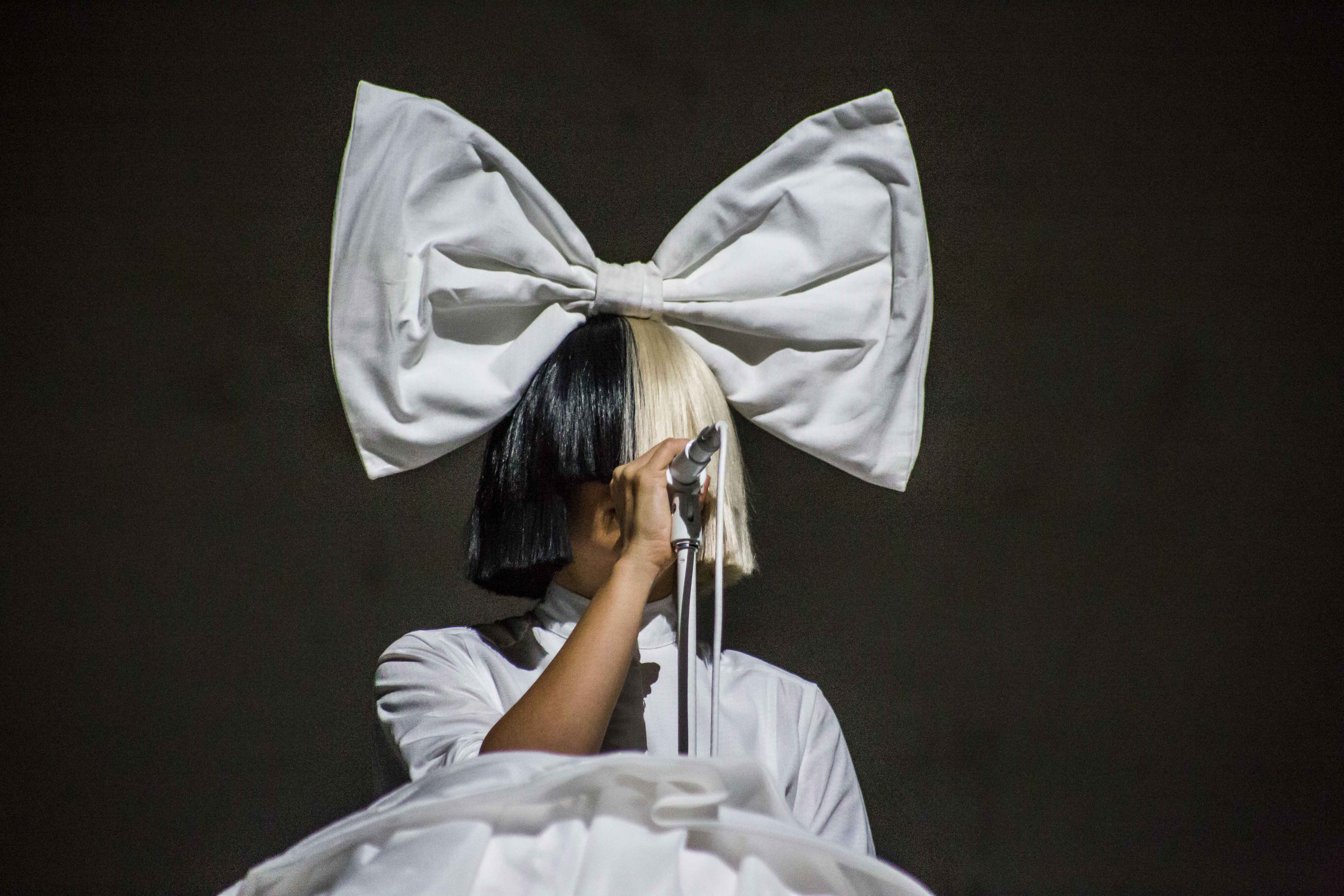
Sia cantando en uno de los conciertos de la gira durante 2016

Con la gira más avanzada, Greg Bouchard analizó el concierto de Toronto en Exclaim!: “En el concurrido Air Canada Center, y a pesar de que tenga la injusta reputación de no hacerlo, Sia conectó con el público, y de algún modo se las arregló para dar una actuación íntima en un estadio”. Jason Lipshutz de Billboard resaltó que el concierto de Sia dibujaba una “frenética respuesta” del público de Nueva York, comentando:
“No hubo discursos, movimientos en falso o desvíos del bien llevado repertorio, cada detalle previsto es sobrecogedor. La presencia de Ziegler añade una energía traviesa, como si los movimientos imitados no mostraran el corazón tras esos ojos grandes y sonrisas diabólicas. La ausencia de movimiento por parte de Sia y su aislamiento acentúan su fuerza vocal. Este año se han llevado a cabo grandes espectáculos de pop, pero ninguno tan creativo y cautivador como el que realiza Sia en el escenario”.
En el último concierto de la primera etapa de la gira, Alejandra Ramirez de The Austin Chronicle destacó que la actuación de Sia fue “una de las más innovadoras” en el Frank Erwin Center, y que su ausencia de movimiento y su evasión de los típicos “conciertos de pop ególatras, magnificaban su poder vocal, yendo desde cantos suaves en “Elastic Heart”, alzándose con gritos agudos en “Chandelier”, hasta ritmos dulces en “The Greatest”. Sia se mantiene alrededor de una industria sexista, que solo acepta a jóvenes, y está rompiendo estereotipos sobre lo que debería ser una estrella del pop”.

## Repertorio
El repertorio mostrado fue interpretado el 1 de octubre de 2016 y no parece que hubiera cambios relevantes en el resto de los conciertos de la gira. Ocho de las dieciséis canciones son del álbum This Is Acting de Sia de 2016 (incluyendo “The Greatest”, que está en la versión Deluxe del disco); cuatro son de su álbum 1000 Forms of Fear de 2014, mientras que el resto son de discos anteriores, covers de canciones que escribió para otros artistas y canciones en las que realiza una colaboración.
1. "Alive"
2. "Diamonds"
3. "Reaper"
4. "Bird Set Free"
5. "Big Girls Cry"
6. "One Million Bullets"
7. "Cheap Thrills"
8. "Soon We'll Be Found"
9. "Fire Meet Gasoline"
10. "Elastic Heart"
11. "Unstoppable"
12. "Breathe Me"
13. "Move Your Body"
14. "Titanium"
15. "Chandelier"
16. "The Greatest"

## Fechas de la gira
| Fecha                    | Ciudad           | País                   | Lugar                      | Telonero                |
| ------------------------ | ---------------- | ---------------------- | -------------------------- | ----------------------- |
| América del Norte        |                  |                        |                            |                         |
| 29 de septiembre de 2016 | Seattle          | Estados Unidos         | KeyArena                   | Miguel AlunaGeorge      |
| 1 de octubre de 2016     | Oakland          | Estados Unidos         | Oracle Arena               | Miguel AlunaGeorge      |
| 4 de octubre de 2016     | Phoenix          | Estados Unidos         | Talking Stick Resort Arena | Miguel AlunaGeorge      |
| 5 de octubre de 2016     | San Diego        | Estados Unidos         | Viejas Arena               | Miguel AlunaGeorge      |
| 7 de octubre de 2016     | Las Vegas        | Estados Unidos         | Mandalay Bay Events Center | Miguel AlunaGeorge      |
| 8 de octubre de 2016     | Los Ángeles      | Estados Unidos         | Hollywood Bowl             | Miguel AlunaGeorge      |
| 9 de octubre de 2016     | Los Ángeles      | Estados Unidos         | Hollywood Bowl             | Miguel AlunaGeorge      |
| 13 de octubre de 2016    | Minneapolis      | Estados Unidos         | Target Center              | Miguel AlunaGeorge      |
| 15 de octubre de 2016    | Auburn Hills     | Estados Unidos         | The Palace of Auburn Hills | Miguel AlunaGeorge      |
| 16 de octubre de 2016    | Chicago          | Estados Unidos         | United Center              | Miguel AlunaGeorge      |
| 18 de octubre de 2016    | Boston           | Estados Unidos         | TD Garden                  | Miguel AlunaGeorge      |
| 19 de octubre de 2016    | Washington D. C. | Estados Unidos         | Verizon Center             | Miguel AlunaGeorge      |
| 21 de octubre de 2016    | Filadelfia       | Estados Unidos         | Wells Fargo Center         | Miguel AlunaGeorge      |
| 22 de octubre de 2016    | Toronto          | Canadá                 | Air Canada Centre          | Miguel                  |
| 23 de octubre de 2016    | Montreal         | Canadá                 | Bell Centre                | Miguel                  |
| 25 de octubre de 2016    | Brooklyn         | Estados Unidos         | Barclays Center            | Miguel AlunaGeorge      |
| 26 de octubre de 2016    | Uncasville       | Estados Unidos         | Mohegan Sun Arena          | Miguel AlunaGeorge      |
| 29 de octubre de 2016    | Sunrise          | Estados Unidos         | BB&T Center                | Miguel AlunaGeorge      |
| 30 de octubre de 2016    | Orlando          | Estados Unidos         | Amway Center               | Miguel AlunaGeorge      |
| 1 de noviembre de 2016   | Atlanta          | Estados Unidos         | Philips Arena              | Miguel AlunaGeorge      |
| 3 de noviembre de 2016   | New Orleans      | Estados Unidos         | Smoothie King Center       | Miguel AlunaGeorge      |
| 4 de noviembre de 2016   | Houston          | Estados Unidos         | Toyota Center              | Miguel AlunaGeorge      |
| 6 de noviembre de 2016   | Austin           | Estados Unidos         | Frank Erwin Center         | Miguel AlunaGeorge      |
| Asia                     |                  |                        |                            |                         |
| 25 de marzo de 2017      | Dubái            | Emiratos Árabes Unidos | Meydan Racecourse          |                         |
| 27 de julio de 2019      | Yuzawa           | Japón                  | FUJI ROCK FESTIVAL         |                         |
| Oceanía                  |                  |                        |                            |                         |
| 30 de noviembre de 2017  | Melbourne        | Australia              | AAMI Park                  | Charli XCX MØ Amy Shark |
| 2 de diciembre de 2017   | Sídney           | Australia              | Allianz Stadium            | Charli XCX MØ Amy Shark |
| 5 de diciembre de 2017   | Auckland         | Nueva Zelanda          | Mount Smart Stadium        | Charli XCX MØ Theia     |